# Minnesota City
Minnesota City est une ville américaine située dans le Comté de Winona, dans le Minnesota. Selon le recensement de 2010, sa population est de 1 278 habitants.